# Wolford
Wolford és una població dels Estats Units a l'estat de Dakota del Nord. Segons el cens del 2000 tenia 50 habitants.

## Demografia
Segons el cens del 2000, Wolford tenia 50 habitants, 21 habitatges, i 14 famílies. La densitat de població era de 120,7 hab./km².
Dels 21 habitatges en un 28,6% hi vivien nens de menys de 18 anys, en un 61,9% hi vivien parelles casades, en un 4,8% dones solteres, i en un 33,3% no eren unitats familiars. En el 33,3% dels habitatges hi vivien persones soles el 4,8% de les quals corresponia a persones de 65 anys o més que vivien soles. El nombre mitjà de persones vivint en cada habitatge era de 2,38 i el nombre mitjà de persones que vivien en cada família era de 3,07.
Per edats la població es repartia de la següent manera: un 26% tenia menys de 18 anys, un 2% entre 18 i 24, un 32% entre 25 i 44, un 30% de 45 a 60 i un 10% 65 anys o més.
L'edat mediana era de 38 anys. Per cada 100 dones de 18 o més anys hi havia 117,6 homes.
La renda mediana per habitatge era de 37.500 $ i la renda mediana per família de 38.750 $. Els homes tenien una renda mediana de 21.250 $ mentre que les dones 13.750 $. La renda per capita de la població era de 18.662 $. Cap de les famílies estaven per davall del llindar de pobresa.

## Poblacions més properes
El següent diagrama mostra les poblacions més properes.